# Downingia bella
Downingia bella  (лат.) — вид цветковых растений рода Доунингия (Downingia) семейства Колокольчиковые (Campanulaceae).

## Ботаническое описание
Однолетнее травянистое растение. Как и все доунингии, Downingia bella имеет лежачие или прямостоячие олиственные стебли, причём листья нередко опадают раньше цветков.
Цветки сидячие, собраны в колосовидное соцветие. Длина венчика каждого цветка 10—12 мм. Венчик гладкий, имеет 2 раздельные губы, верхняя состоит из 2-х, а нижняя — из 3-х лепестков. Верхние доли узкотреугольные или эллиптические, в то время как нижние — тупоконечные и резкозубчатые. Венчик синего цвета, на нижней губе имеется белая область с двумя светлыми пятнами в середине (они могут объединяться). У открытия трубки венчика имеется 3 бугорка с тремя пурпурными пятнами.
5 сросшихся тычинок имеют пыльники, находящиеся в трубке венчика и наклонённые под углом менее 45° к тычиночным нитям. Завязь нижняя, двугнёздная.
Плод — коробочка 1,6—1,8 см длиной, боковые стенки вскрываются поздно. Семена продольно-бороздчатые.

## Распространение и местообитание
Эндемик Калифорнии. Произрастает во влажных местах, главным образом около весенних прудов. Так как приблизительно 90 % весенних прудов Калифорнии уничтожено, вид встречается нечасто. Встречается в основном от округа Риверсайд до Калифорнийской долины.